# VR Bank Amberg-Sulzbach
Die VR Bank Amberg-Sulzbach eG ist eine Genossenschaftsbank mit Sitz in Sulzbach-Rosenberg in Bayern. Die Bank entstand im Jahr 2022 aus der Fusion der Volksbank-Raiffeisenbank Amberg eG mit der Raiffeisenbank Sulzbach-Rosenberg eG.

## Organisationsstruktur
Rechtsgrundlagen sind das Genossenschaftsgesetz und die durch den Aufsichtsrat erlassene Satzung. Organe der Bank sind der Vorstand und der Aufsichtsrat.

## Geschäftsausrichtung
Die VR Bank Amberg-Sulzbach eG betreibt als Volksbank/Raiffeisenbank das Universalbankgeschäft. Im Verbundgeschäft arbeitet die Bank im Wesentlichen mit der Bausparkasse Schwäbisch Hall, der Union Investment, der R+V Versicherung, der Allianz Versicherung und easyCredit zusammen.

## Geschichte
Gegründet wurde die spätere Volksbank Amberg eG als Amberger Kreditverein im Jahre 1870. Die Volksbank-Raiffeisenbank Amberg eG ist im Wesentlichen ein Zusammenschluss der Volksbank Amberg und der Raiffeisenbank Amberg, die alle ihren Sitz in Amberg hatten. Seit 2000 führt das Institut die Bezeichnung Volksbank-Raiffeisenbank Amberg eG. 2006 fusionierte die Bank mit der Raiffeisenbank Ursensollen-Ammerthal-Hohenburg. Die Firmierung blieb bei der Bezeichnung Volksbank-Raiffeisenbank Amberg eG.